# Władimir Wietczinkin
Władimir Pietrowicz Wietczinkin (ur. 29 czerwca 1888 w Kutnie, zm. 6 marca 1950 w Moskwie) – radziecki naukowiec zajmujący się aerodynamiką i astrodynamiką.

## Życiorys
Ukończył Imperatorską Szkołę Techniczną (obecnie Moskiewski Państwowy Uniwersytet Techniczny), był uczniem Nikołaja Żukowskiego i pierwszym rosyjskim dyplomowanym inżynierem lotniczym. Doktor nauk technicznych, od 1927 profesor. Opublikował około 150 prac naukowych, m.in. o dynamice lotów rakietowych urządzeń latających, użyciu energii wiatru i konstrukcji elektrowni wiatrowych. Niezależnie od Waltera Hohmanna sformułował koncepcję korzystnego energetycznie manewru transferowego między dwoma orbitami kołowymi, tzw. manewr transferowy Hohmanna. W 1943 został laureatem Nagrody Stalinowskiej. Był odznaczony dwoma Orderami Czerwonego Sztandaru Pracy i Orderem Czerwonej Gwiazdy. Został pochowany na Cmentarzu Nowodziewiczym.